# Pastoor van Arskerk (Liesbos)

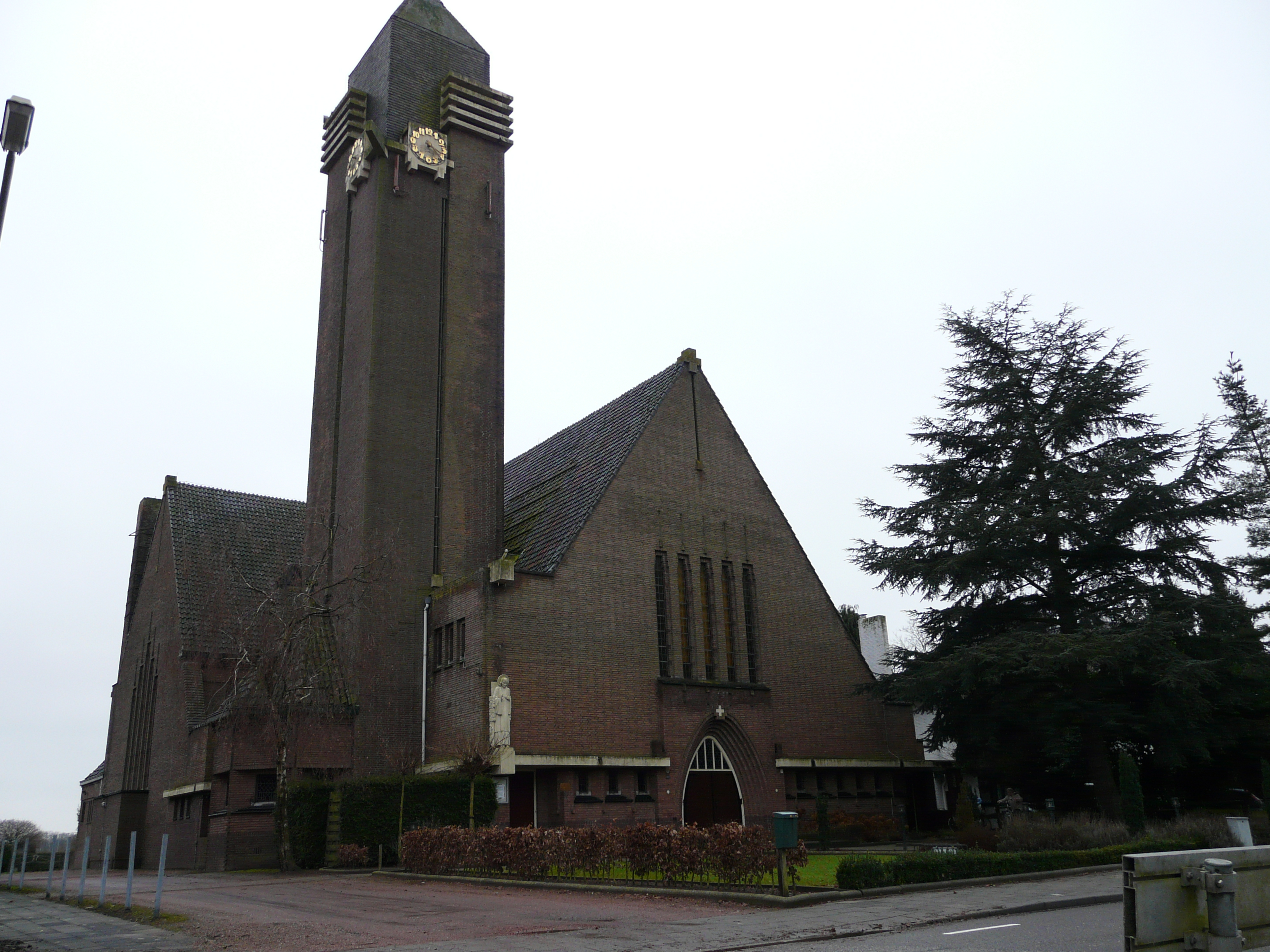

H. Pastoor van Arskerk (Liesbos) is een rooms-katholieke kerk aan de Liesboslaan in Lies, een buurtschap in Breda.
De architect is Jacques Hurks uit Roosendaal. De kerk is gebouwd in 1929 in een expressionistische stijl die verwant is aan de Amsterdamse School, hoewel de toren verwant is aan het Duitse expressionisme. Het is een rijksmonument.
De kerk is eenbeukig en heeft een kruisvormige plattegrond met een schip van drie traveeën en een vijfzijdige apsis. Er is een uitgebouwde sacristie tussen koor en de oostelijke transeptarm. De kerk is niet georiënteerd; de voorgevel is naar het noorden gericht.
De kerk heeft een vierkante klokkentoren links naast de hoofdingang. Op de voorgevel staat een beeld van de patroonheilige van de kerk in Franse kalksteen.
Op 30 april 1930 werd de heer A.J.B. Hoevenaars officieel geïnstalleerd als eerste pastoor. Op 1 januari 2007 is de parochie Liesbos opgegaan in de Nazareth Parochie. In 2010 was de viering van het 80-jarig bestaan. In september 2012 is de kerk aan de eredienst onttrokken.

## Galerij

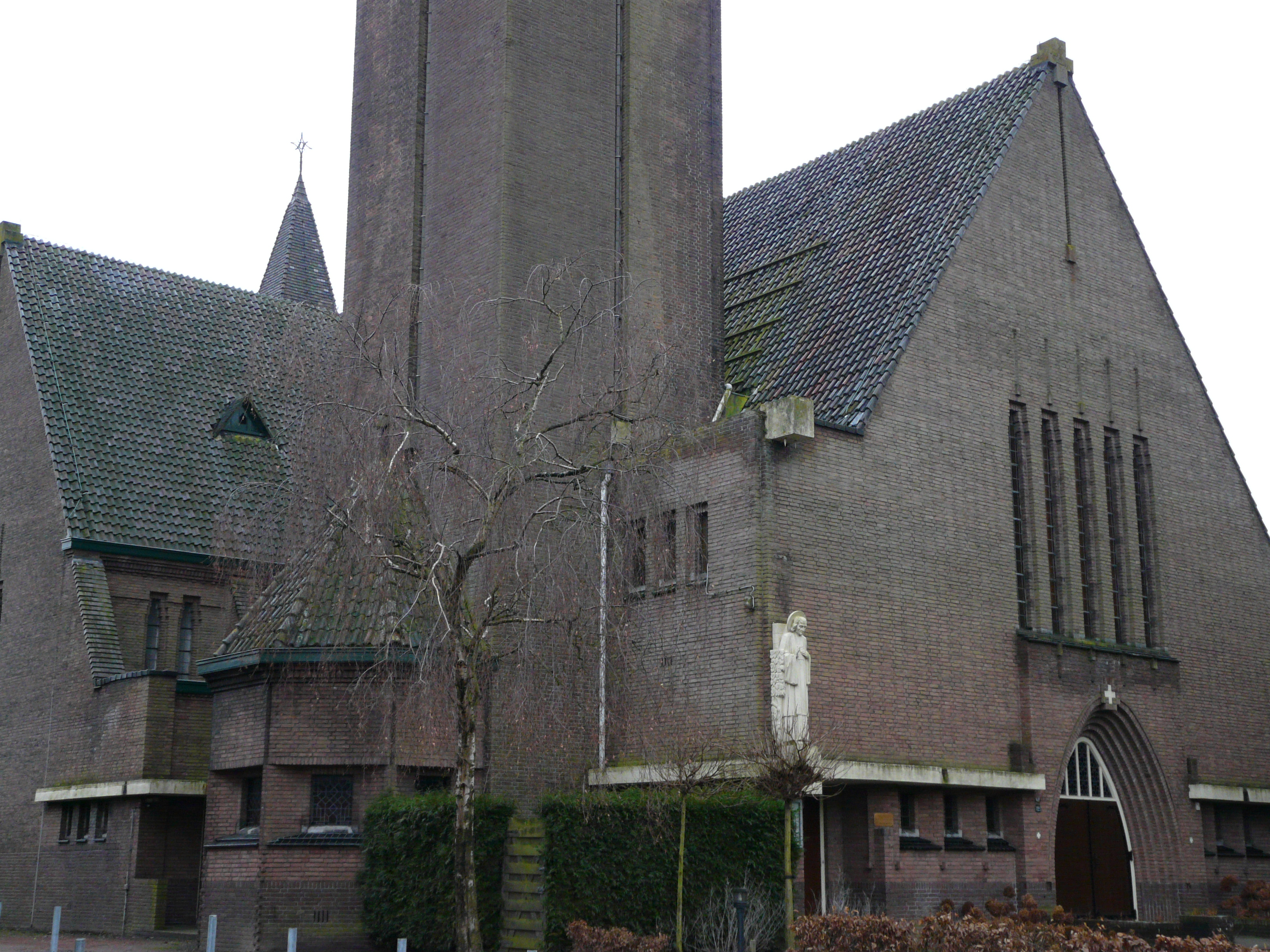
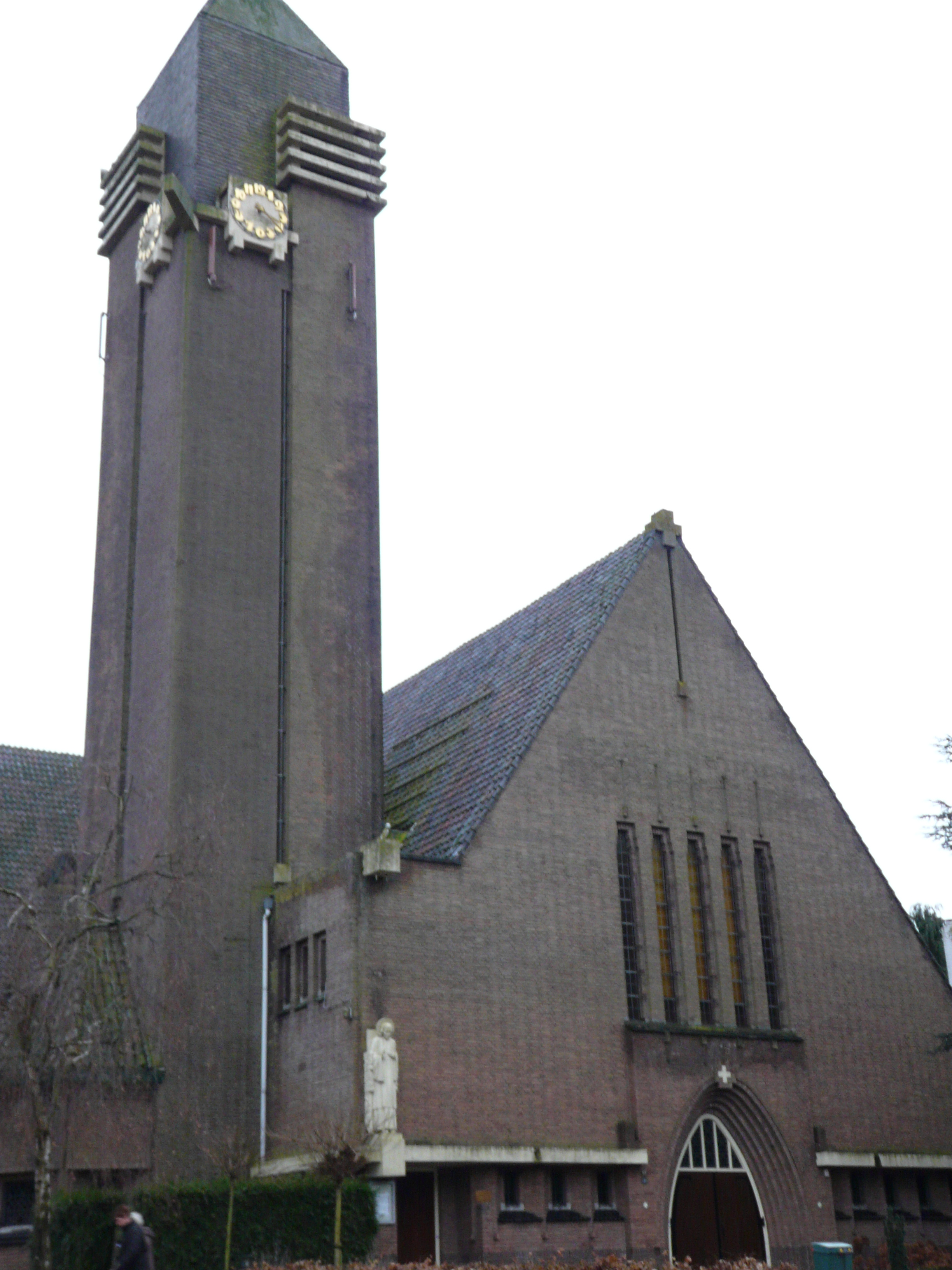
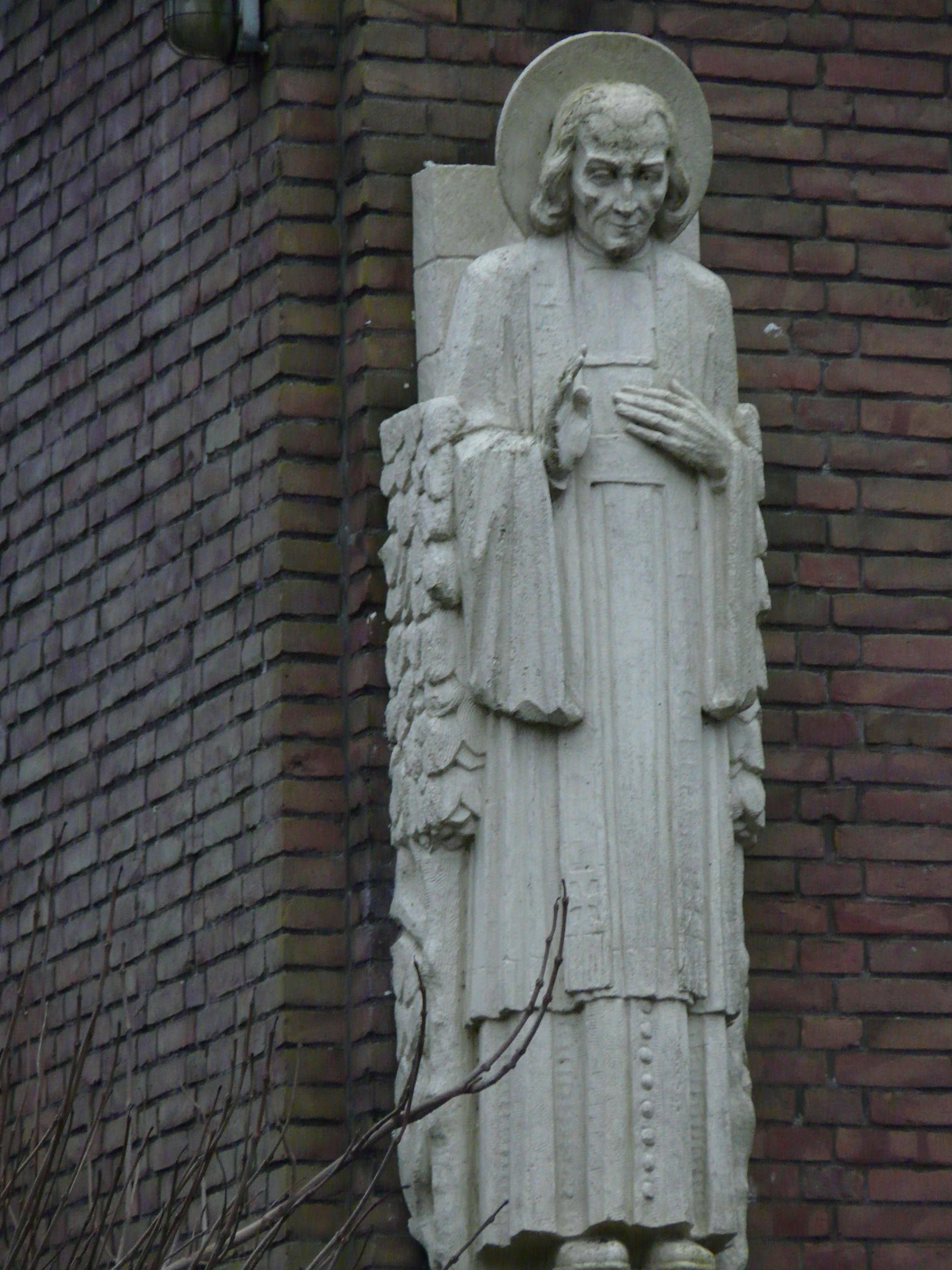
Beeld op de voorgevel